# Fidelis Dehm

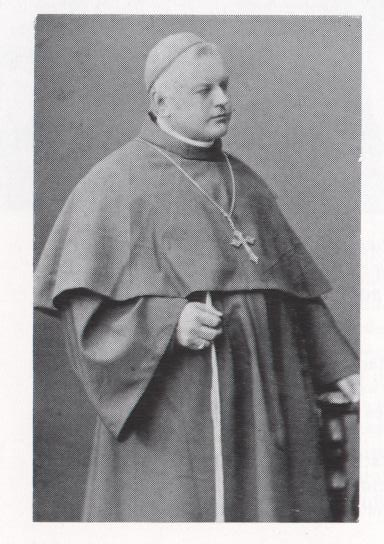
Bischof Fidelis Dehm OFM Conv.

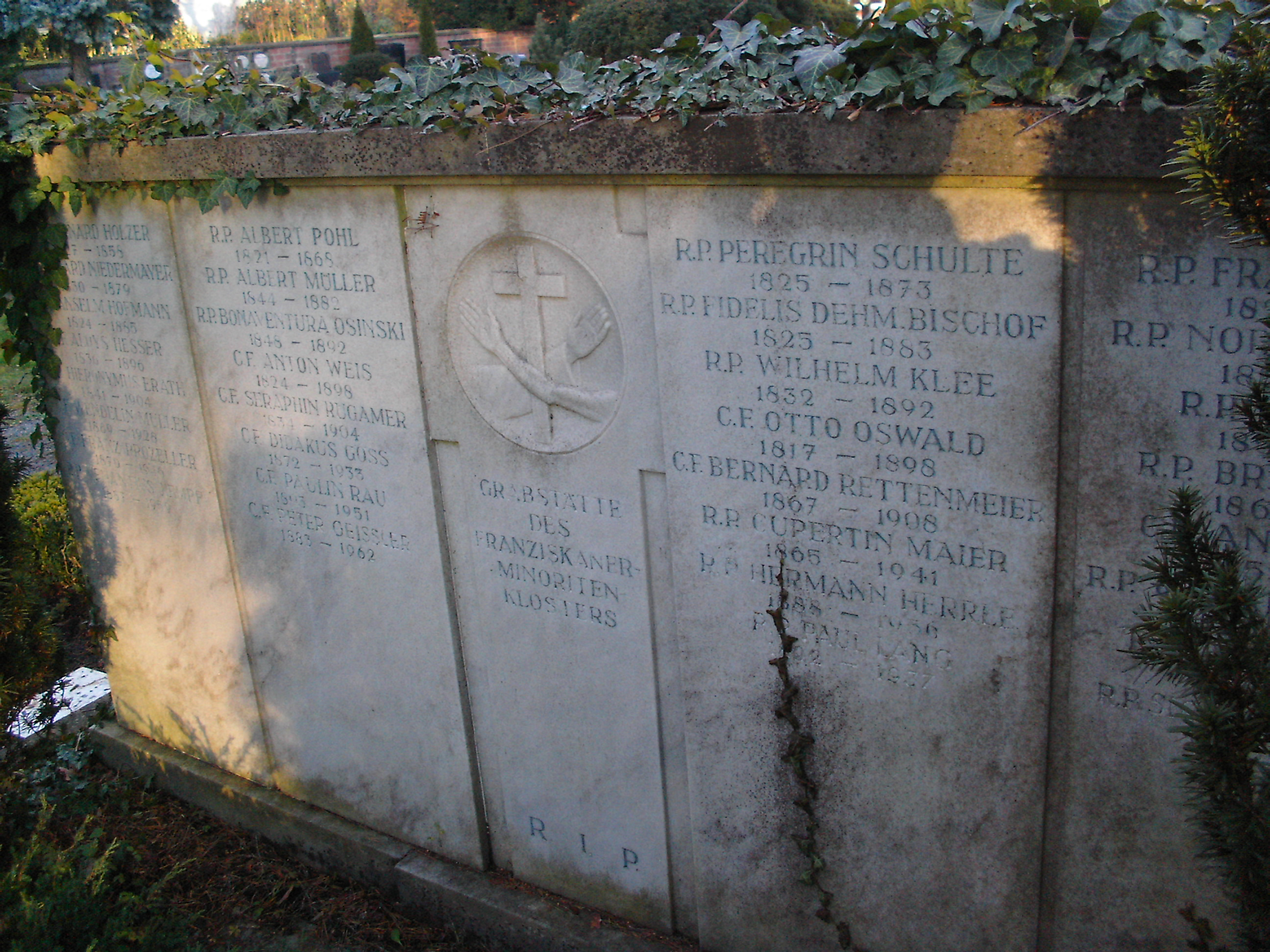
Grabstätte des Bischofs, Friedhof Ludwigshafen-Oggersheim

Fidelis Dehm OFM Conv. (* 13. Mai 1825 in Pechtensweiler, Fürstentum Hohenzollern-Sigmaringen; † 17. Mai 1883 in Wald-Michelbach) war ein deutscher Franziskanerminorit, katholischer Priester, von 1857 bis 1864 Provinzial der „Oberdeutschen Provinz“ seines Ordens, ab 1877 Titularbischof von Colophon und von 1877 bis 1880 Apostolischer Visitator in Rumänien.

## Leben und Wirken

### Minoritenpater
Fidelis Dehm wurde in Pechtensweiler geboren, das in einer an das Allgäu angrenzenden Enklave des Fürstentums Hohenzollern-Sigmaringen lag. 1850 fiel das Gebiet an Preußen und die Heimat Dehms wurde zum südlichsten Territorium des Königreichs Preußen.
1845 trat Fidelis Dehm in den Minoritenorden ein und wurde dem neu gegründeten Kloster Oggersheim in der Rheinpfalz zugeteilt, das er zeitlebens als seinen Mutterkonvent ansah. 1854–1857 wirkte er als Klostersuperior und Pfarrer in Ravensburg.
Als 1857 die „Oberdeutsche Provinz“ der Franziskanerminoriten entstand, wählte man Pater Dehm zum Provinzial der Gemeinschaft, mit Sitz im Minoritenkloster Würzburg. Dieses Amt bekleidete der Geistliche bis 1864.
Nach der gescheiterten Deutschen Revolution von 1848/49 setzte in Deutschland eine verstärkte Auswanderungsbewegung in die USA ein. Bald übernahmen auch deutschsprachige Minoriten die Seelsorge unter ihren dortigen Landsleuten und es entstanden neue Ordensniederlassungen in Amerika. Man sandte Pater Dehm 1866 als Generalkommissär des Ordens in die Vereinigten Staaten, um die dort bereits existierenden Missionsstationen in einem Provinzverband zu vereinigen.
Der Minorit ließ sich in Syracuse, Bistum Albany, im Staat New York nieder. Dort war das Franziskanerkloster Maria Himmelfahrt Dehms Hauptquartier, von dem aus er seine Missionsseelsorge betrieb und die Ordensangelegenheiten regelte. Es war gleichzeitig die deutsche Kirche der Stadt, die zur Erinnerung an den einst dort wirkenden Missionar Fidelis Dehm, noch heute ein Buntglasfenster mit seinem Bildnis aufweist. Nach einer Meldung in der Augsburger Postzeitung Nr. 214, vom 11. September 1869 war Dehm in jenem Jahr nach Deutschland gekommen und hatte sich am 4. September des Jahres mit einer Schar Nachwuchs-Minoriten von Bremen nach Amerika eingeschifft. Darunter befand sich u. a. der Novize Constantin Maria von Droste zu Hülshoff (1841–1901) der über 30 Jahre in USA als Missionar wirkte.
Bei seinem Amerikaaufenthalt lernte Pater Dehm auch die inzwischen heiliggesprochene Nonne Marianne Cope (Marianne Koob) kennen und schätzen. Sie stammte aus Heppenheim an der Bergstraße, war mit ihren Eltern aus Deutschland ausgewandert, wurde Franziskanerin und wirkte später unter den Aussätzigen von Molokaʻi. Fidelis Dehm berief sie 1868 zur Oberin der Franziskanerschwestern von Utica, 1870 zur Leiterin des St. Joseph`s Hospital in Syracuse und setzte sich 1871, beim Generalkapitel der Schwestern, für ihre Wahl zur Provinzoberin („Mutter Provinzial“) ein.

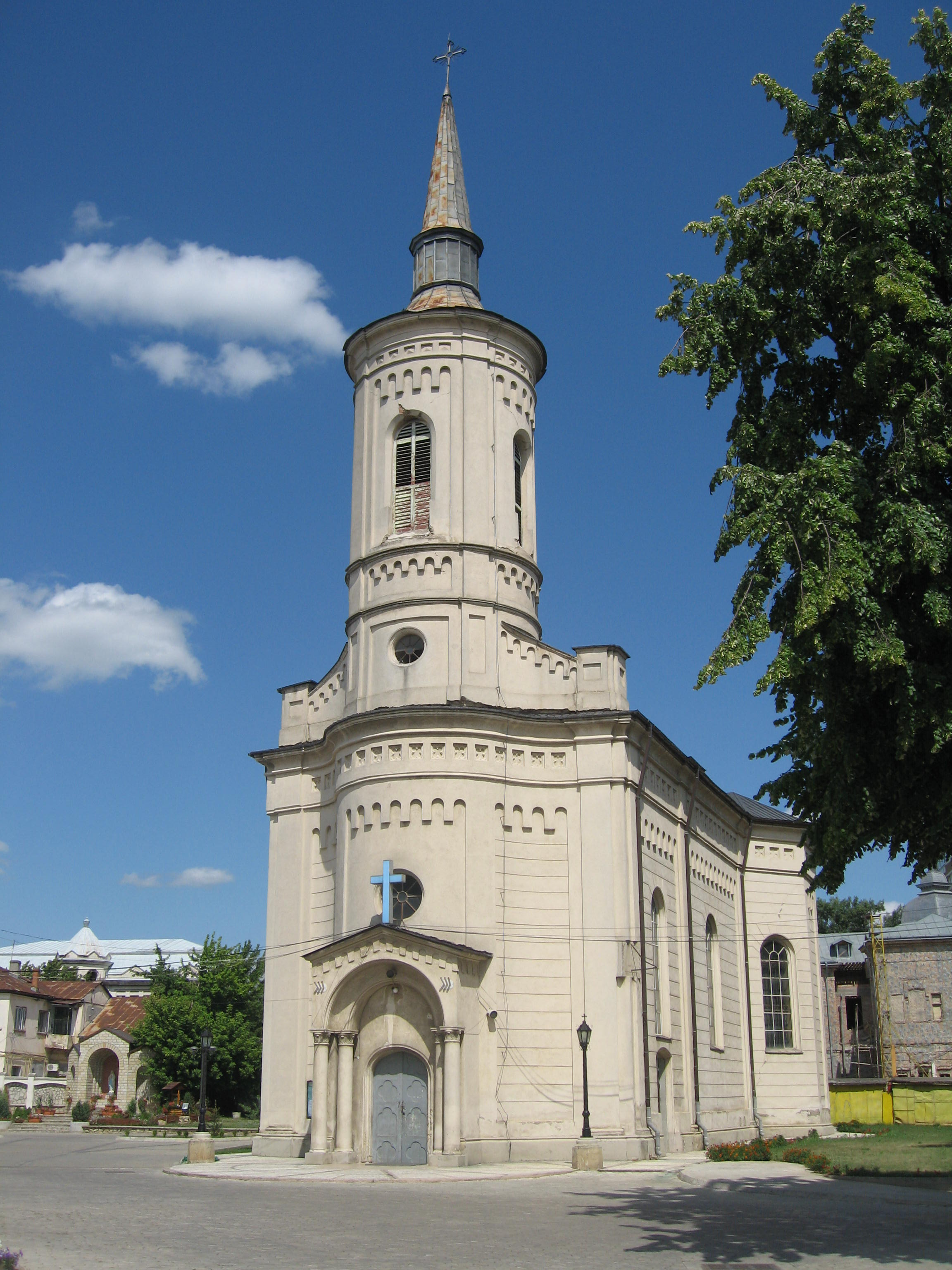
Die alte katholische Kathedrale von Iasi, ehemalige Bischofskirche von Fidelis Dehm

### Titularbischof
Der Oberdeutschen Minoritenprovinz übergab man Anfang der 1860er Jahre auch die schwierige Auslandsmission unter der deutschsprachigen Bevölkerung der Region Moldau und in Bessarabien. Papst Pius IX. erhob Pater Fidelis Dehm am 31. Dezember 1877 zum Titularbischof von Colophon und ernannte ihn zum Apostolischen Visitator im Apostolischen Vikariat Moldau, woraus 1884 das rumänische Bistum Iași wurde. Das Amt des Apostolischen Visitators, statt eines Apostolischen Vikars, führte er aus diplomatischen Rücksichten auf die dortige orthodoxe Staatskirche und das Königshaus, welche bei den Katholiken im Lande damals keine festen Ortsordinarien duldeten. Der Minoritenbischof residierte in der Stadt Iași, wo ihm die sehr schöne und alte Maria Schlaf Kathedrale zur Verfügung stand, heute „alte katholische Kathedrale“ genannt. Hier wirkte Dehm 3 Jahre, bis Ende 1880, resignierte von seinem Amt und kehrte krankheitshalber in die Heimat zurück, wo er sich wieder im Kloster Oggersheim ansiedelte. Er starb unerwartet, beim Besuch eines befreundeten Pfarrers, im nahen Wald-Michelbach und wurde auf dem Ortsfriedhof von Ludwigshafen am Rhein-Oggersheim beigesetzt.
In seiner Heimat- und Taufkirche St. Michael, Esseratsweiler (Achberg) wurde ihm ein Epitaph errichtet.